# 中山东路街道 (宝鸡市)
中山东路街道，是中华人民共和国陕西省宝鸡市金台区下辖的一个乡镇级行政单位。

## 行政区划
中山东路街道下辖以下地区：
曙光路西社区、曙光路东社区、人民路社区、沿河街社区、水泵厂社区、瓦厂街社区、引渭路社区、金台村和金陵村。
截止2024年下辖7个社区:
曙光路西社区、曙光路东社区、人民路社区、沿河街社区、瓦厂街社区、引渭路社区、金陵社区。